# Station Almere Parkwijk
Station Almere Parkwijk is een spoorwegstation in Almere op het traject Weesp – Lelystad (Flevolijn). Het station ligt in het stadsdeel Almere Stad werd geopend op 1 februari 1996 als vierde station van Almere.
Het station ligt op een viaduct en heeft een glazen overkapping die afwijkt van de eerder gebouwde stations Almere Muziekwijk en Almere Buiten. Het station is in ruwbouw gelijk aan de stations Almere Muziekwijk, Almere Buiten en Lelystad Zuid. Het station ligt tussen de wijken Verzetswijk en Parkwijk.

## OV-chipkaart
Dit station is afgesloten met OVC-poorten.

## Treinverbindingen
De volgende treinseries stoppen in Almere Parkwijk:
| Serie | Treinsoort    | Route | Bijzonderheden                                                                                    |
| ----- | ------------- | --- | ------------------------------------------------------------------------------------------------- |
| 4300  | Sprinter (NS) | Den Haag Centraal – Leiden Centraal – Schiphol Airport – Amsterdam Zuid – Weesp – Almere Centrum – Almere Parkwijk – Almere Buiten – Almere Oostvaarders – Lelystad Centrum |                                                                                                   |
| 4600  | Sprinter (NS) | Amsterdam Centraal – Weesp – Almere Centrum – Almere Parkwijk – Almere Buiten – Almere Oostvaarders                                                                         | Rijdt niet na circa 20:00 uur, op zaterdag voor circa 9:00 uur en op zondag voor circa 10:00 uur. |

## Busvervoer
Op Almere Parkwijk komen de buslijnen:

### Metrobussen
| Lijn | Lijn            | Route                                  | Via | Opmerkingen                                                |
| ---- | --------------- | -------------------------------------- | --- | ---------------------------------------------------------- |
| M5   | Dansmetro       | Station Centrum - Station Parkwijk     | Flevoziekenhuis, Filmwijk, Danswijk, Parkwijk |                                                            |
| M7   | Parkmetro       | Station Centrum - Station Oostvaarders | Flevoziekenhuis, Filmwijk, Parkwijk, Station Parkwijk, Tussen de Vaarten, Landgoederenbuurt, Faunabuurt, Bloemenbuurt, Station Buiten, Regenboogbuurt, Eilandenbuurt | Rijdt op zaterdag 24 uur per dag op een deel van de route. |
| M8   | Nobelhorstmetro | Station Centrum - Nobelhorst           | Flevoziekenhuis, Filmwijk, Parkwijk, Station Parkwijk, Tussen de Vaarten, Sallandsekant                                                                              |                                                            |

### R-net
| Lijn | Route                                               | via | Opmerking                                                            |
| ---- | --------------------------------------------------- | --- | -------------------------------------------------------------------- |
| 322  | Almere, Station Parkwijk - Amsterdam, Amstelstation | Almere Stad (Verzetswijk, Tussen de Vaarten, Sallandsekant, Danswijk, Veluwsekant, Busstation ’t Oor, Gooisekant), Almere Poort (Hogekant, Europakwartier, Topsportcentrum, Station Poort, Strand), Muiden (P+R, Maxisweg), Diemen (Diemerknoop), Amsterdam-Oost (Brinkstraat, Middenweg) | Rijdt buiten de spitsuren alleen tussen busstation 't Oor en Muiden. |

### nightGo
| Lijn | Route                                           | Via | Opmerkingen                    |
| ---- | ----------------------------------------------- | --- | ------------------------------ |
| N22  | Almere, Station Buiten - Amsterdam, Leidseplein | Almere Buiten (Bloemenbuurt, Faunabuurt, Landgoederenbuurt), Almere Stad (Tussen de Vaarten, Sallandsekant, Danswijk, Parkwijk, Station Parkwijk, Parkwijk, Filmwijk, Flevoziekenhuis, Station Centrum, Staatsliedenwijk, Kruidenwijk, Muziekwijk, Station Muziekwijk, Componistenpad, Station Muziekwijk, Literatuurwijk, Hogekant), Almere Poort (Middenkant, Homeruskwartier, Columbuskwartier, Europakwartier, Station Poort), Muiden (P+R), Amsterdam (Brinklaan, Middenweg, Amstelstation) | Rijdt alleen op zaterdagnacht. |

## Ontwikkeling aantal reizigers
Het aantal door NS vervoerde reizigers (per gemiddelde werkdag) ontwikkelde zich sedert 2019 als volgt:
| Jaar | Aantal reizigers |
| ---- | ---------------- |
| 2019 | 3.599            |
| 2020 | 1.930            |
| 2021 | 1.942            |
| 2022 | 2.367            |
| 2023 | 2.208            |
| 2024 | 1.834            |

## Afbeeldingen

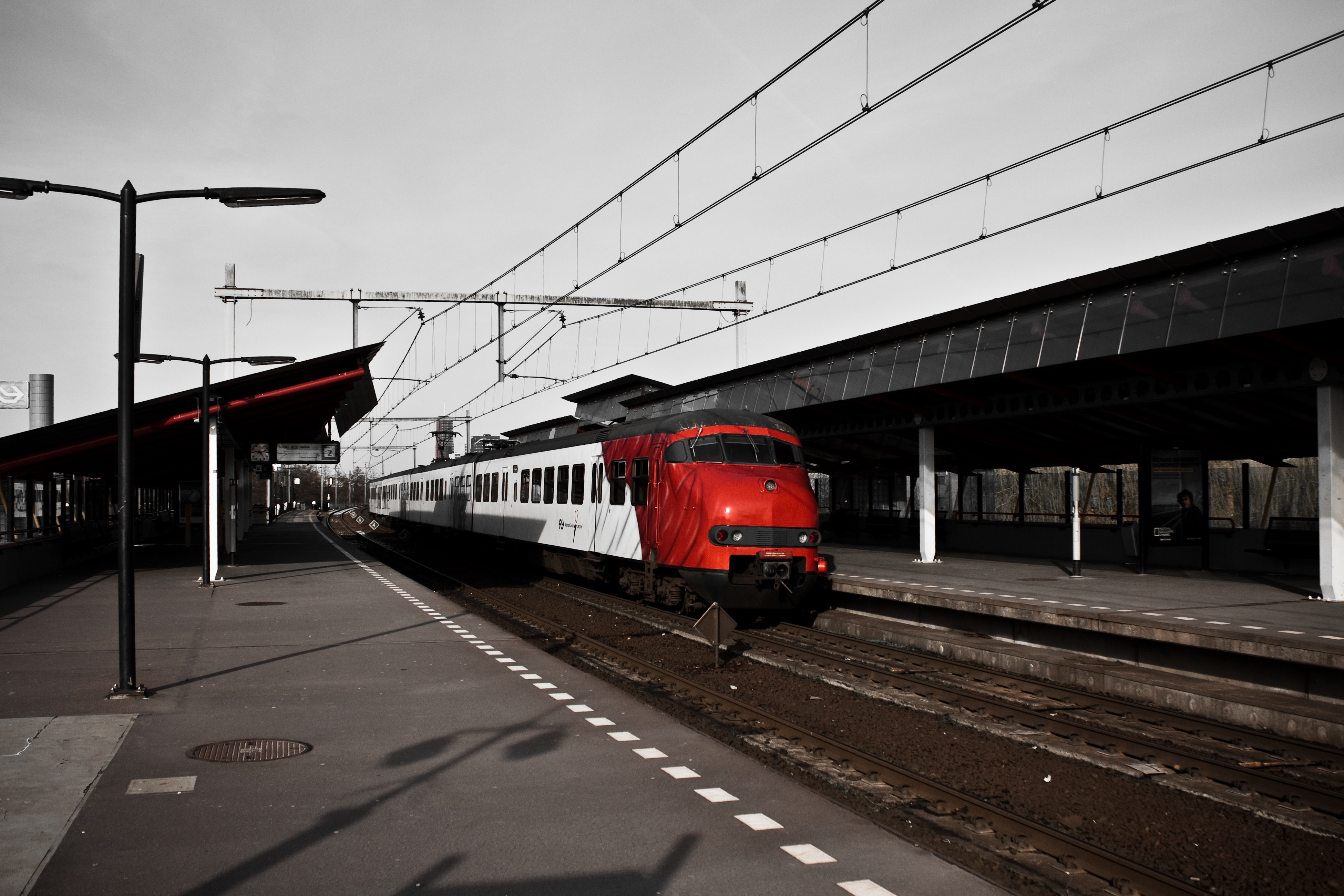
Mat '64 op het station in 2010
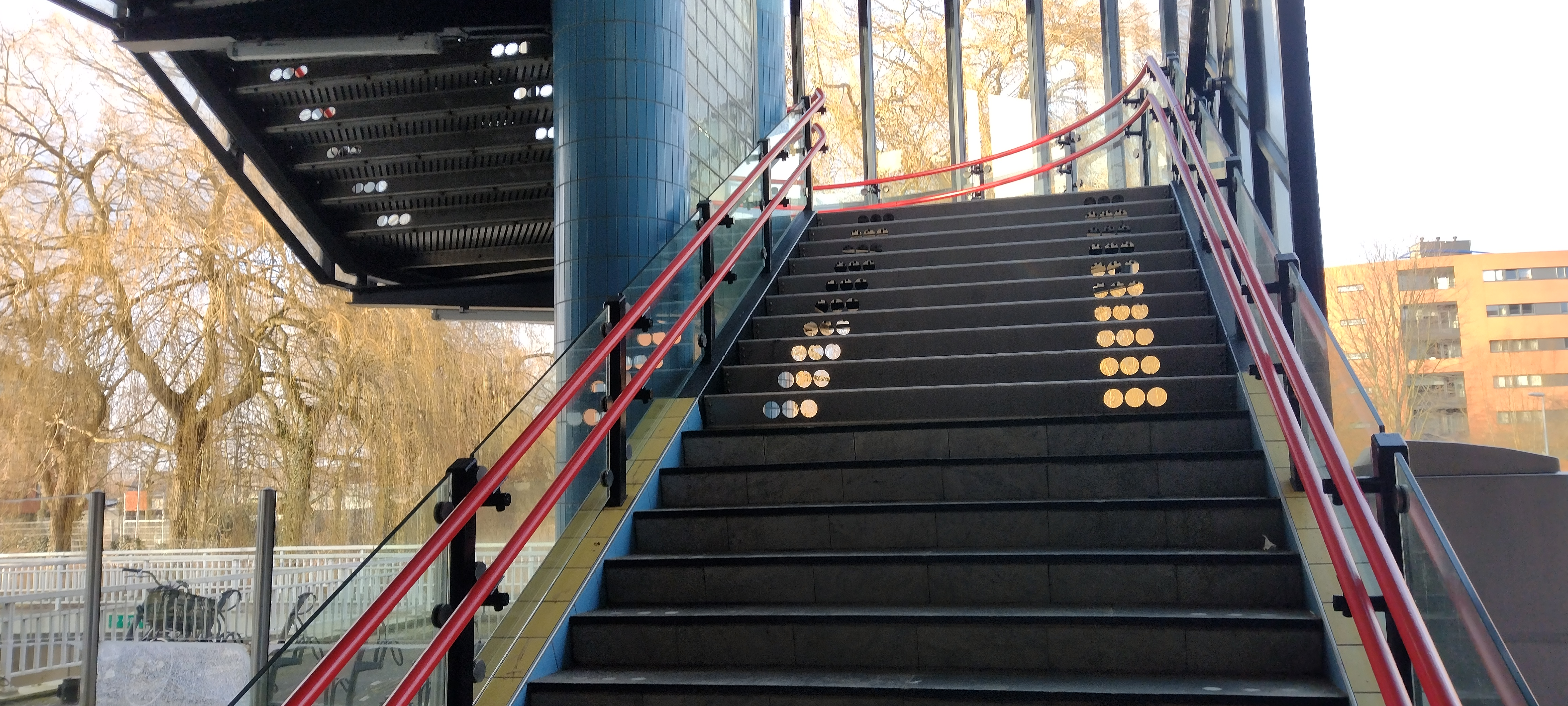
Trappen
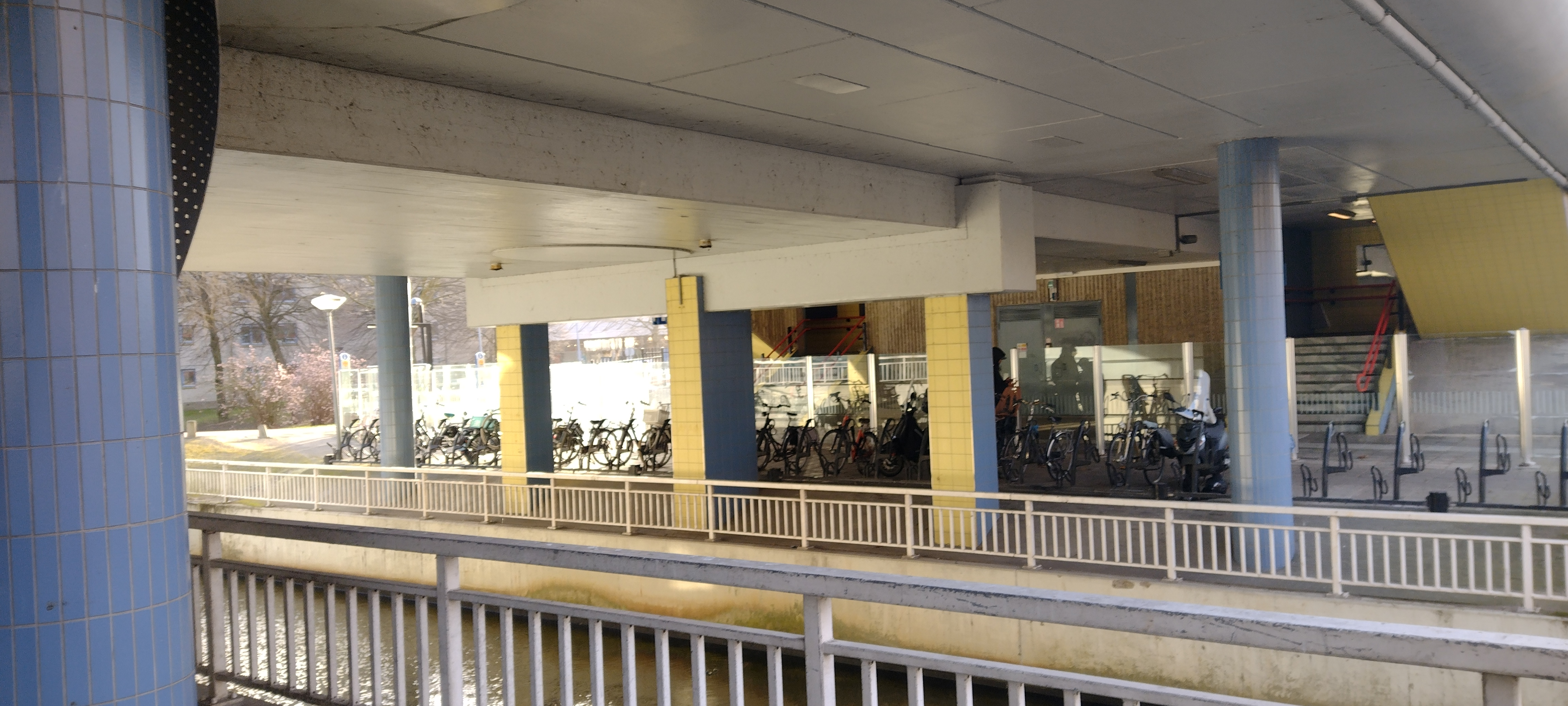
Fietsenstalling en water onder de sporen
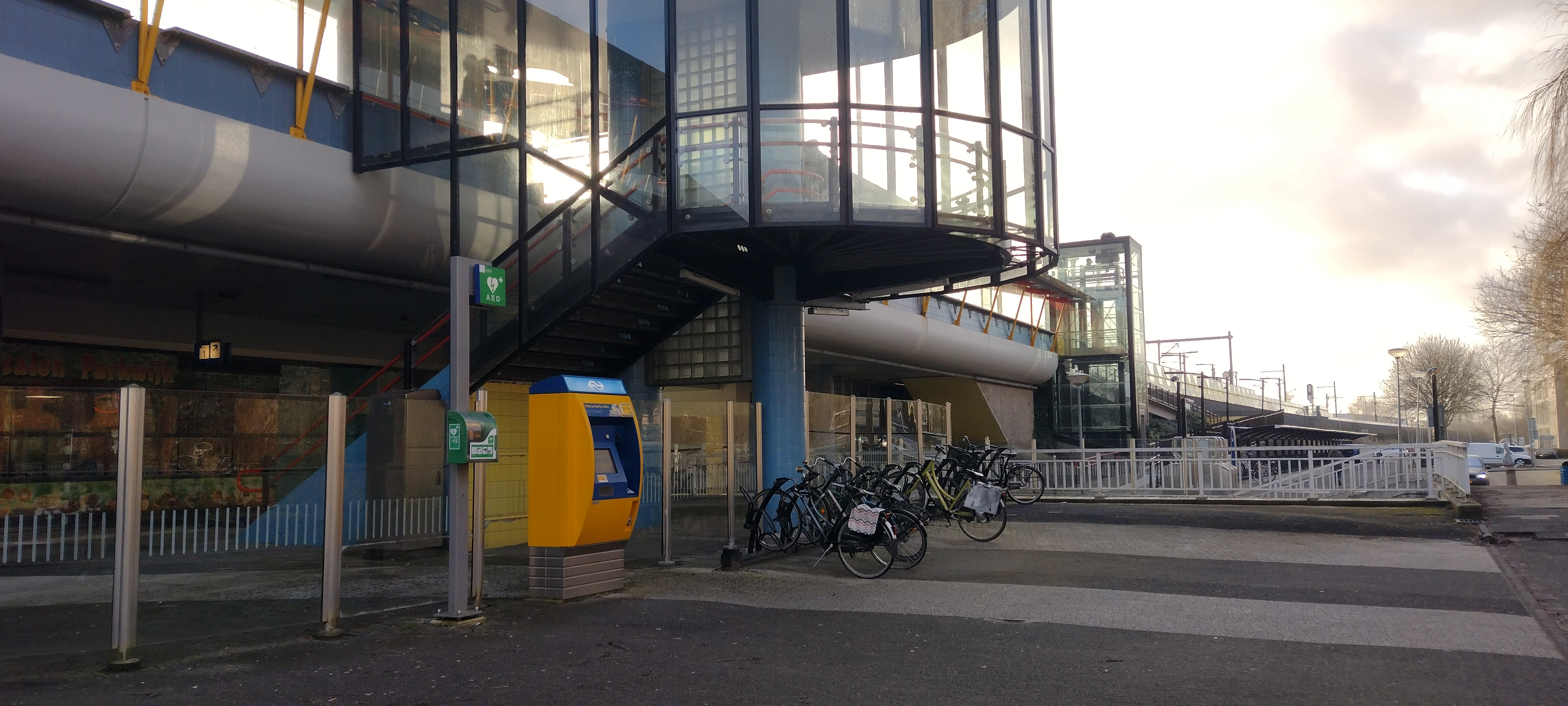
Westzijde van het station

0: Weesp · 
7: Almere Strand ·
12: Almere Poort ·
13: Almere Muziekwijk ·
15: Almere Centrum ·
17: Almere Parkwijk ·
20: Almere Buiten ·
22: Almere Oostvaarders ·
38: Lelystad Zuid ·
40: Lelystad Centrum
Almere:
-Buiten ·
-Centrum ·
-Muziekwijk ·
-Oostvaarders ·
-Parkwijk ·
-Poort ·
Dronten ·
Lelystad Centrum